# Лудвиг II фон Льовенщайн
Лудвиг II фон Льовенщайн (на немски: Ludwig II von Löwenstein; * 28 април 1498, † 1536) е граф на Льовенщайн от фамилията Льовенщайн-Вертхайм.

## Живот
Той е вторият син на граф Лудвиг I фон Льовенщайн († 28 март 1523) и първата му съпруга Елизабет фон Монфор († 13 януари 1503), дъщеря на Хуго XIII (XI) фон Монфор-Ротенфелс-Арген-Васербург († 1491) и Елизабет фон Верденберг († 1467). Внук е на курфюрст Фридрих I от Пфалц († 1476) от род Вителсбахи и втората му (морганатичен брак) съпруга Клара Тот († 1520) от Аугсбург. Баща му се жени втори път 1509 г. за София Бьоклин († 13 януари 1510), вдовица на граф Конрад III фон Тюбинген (1449 – 1506). Брат е на Волфганг († 1512) и Фридрих I фон Льовенщайн († 1541).
Лудвиг II и брат му Фридрих I наследяват баща си на 28 март 1523 г. На 16 декември 1525 г. той се жени за Анна Шенк фон Лимпург-Оберзонтхайм (* 1500; † 1536), дъщеря на Готфрид I Шенк фон Лимпург (1474 – 1530) и Маргарета фон Шлик цу Басано и Вайскирхен († 1538/1539). Двамата умират през 1536 г. Те нямат деца.